# A.C. Milan w sezonie 1955/1956

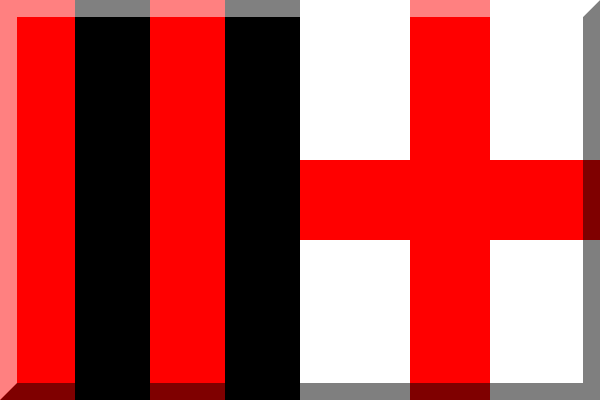
Klubowe barwy Milanu

Osiągnięcia i skład piłkarskiego zespołu A.C. Milan w sezonie 1955/56.

## Osiągnięcia
- Serie A: 2. miejsce
- Puchar Europy: odpadnięcie w 1/2 finału

## Podstawowe dane
- Oficjalna nazwa klubu: Associazione Calcio Milan
- Siedziba klubu: Via Andegari 4
- Boisko: San Siro; Arena Civica
- Prezes klubu:  Andrea Rizzoli
- Trener zespołu:  Hector Puricelli
- Kapitan drużyny:  Omero Tognon

## Skład zespołu
Bramkarze:
| Włochy | Lorenzo Buffon |
| Włochy | Santino Ciceri |

Obrońcy:
| Włochy | Cesare Maldini    |
| Włochy | Franco Pedroni    |
| Włochy | Luigi Radice      |
| Włochy | Francesco Zagatti |

Pomocnicy:
| Włochy             | Osvaldo Bagnoli         |
| Włochy             | Eros Beraldo            |
| Włochy             | Mario Bergamaschi       |
| Włochy             | Giorgio Dal Monte       |
| Włochy             | Gianfranco Ganzer       |
| Szwecja            | Nils Liedholm           |
| Argentyna · Włochy | Eduardo Ricagni         |
| Urugwaj · Włochy   | Juan Alberto Schiaffino |
| Włochy             | Omero Tognon            |

Napastnicy:
| Włochy  | ? Carminati       |
| Włochy  | Eros Fassetta     |
| Włochy  | Amleto Frignani   |
| Włochy  | Amos Mariani      |
| Szwecja | Gunnar Nordahl    |
| Włochy  | Valentino Valli   |
| Włochy  | Albano Vicariotto |